# Ferdinand Ďurčanský
Ferdinand Ďurčanský (ur. 18 grudnia 1906 w Rajcu, zm. 15 marca 1974 w Monachium) – słowacki polityk nacjonalistyczny, członek Słowackiej Partii Ludowej, minister spraw zagranicznych Republiki Słowackiej w kolaboracyjnym rządzie Jozefa Tiso (1939–1940), jeden z przywódców Antybolszewickiego Bloku Narodów, profesor prawa.

## Kariera naukowa
Urodził się w Rajcu (na terenie ówczesnych Austro-Węgier). Ukończył Écoles des hautes études internationales et politiques w Paryżu i Akademię Prawa Międzynarodowego w Hadze. Od 1933 r. był wykładowcą na Wydziale Prawniczym Uniwersytetu Komeńskiego w Bratysławie (1939 – docent, 1940 – profesor).

## Działalności polityczna
Ferdinand Ďurčanský związał się z ruchem nacjonalistycznym już w okresie swoich studiów. Na początku lat trzydziestych został redaktorem czasopisma „Nástup”, które skupiało skrajnych działaczy słowackiego ruchu narodowego po rozwiązaniu Rodobrany. Ďurčanský głosił hasła pełnej niepodległości Słowacji, nie tylko autonomii w ramach Czechosłowacji. Podczas wizyty ks. Tiso u Adolfa Hlitlera Ďurčanský przedstawił liderowi nazistów swoją koncepcję niezależnego państwa słowackiego. Zwolennicy poglądów Ďurčanskiego z tzw. „młodego pokolenia” byli wówczas licznie reprezentowani we władzach Słowackiej Partii Ludowej.
Po układzie monachijskim (1938) i ogłoszeniu autonomii Słowacji Ďurčanský pełnił różne funkcje ministerialne w rządzie autonomicznym: minister sprawiedliwości, zdrowia i opieki społecznej, robót publicznych i transportu. Wraz z ks. Tiso uczestniczył w pierwszym arbitrażu wiedeńskim. W dniu ogłoszenie niepodległości Republiki Słowackiej (14 marca 1939) został powołany na stanowisko ministra spraw zagranicznych i spraw wewnętrznych. Już w czerwcu 1940 r. został jednak od naciskiem Hitlera w ramach tzw. porozumienia salzburskiego zdymisjonowany, ponieważ próbował prowadzić politykę uniezależnienia się Słowacji od Niemiec oraz miał w swym otoczeniu zbyt wielu Żydów (mimo wydania przez Ďurčanskiego rozporządzeń dotyczących m.in. oznakowania sklepów żydowskich).
Pomimo odsunięcia od stanowiska pozostał zwolennikiem totalitarnych rządów Tiso, który w 1944 r. próbował ponownie podjąć z nim współpracę, do czego jednak nie doszło wobec negatywnego stanowiska III Rzeszy. Ďurčanský organizował jednak opór przeciwko Armii Czerwonej do marca 1945 r., kiedy uciekł do Austrii.
Następnie przez Szwajcarię dotarł do Watykanu, gdzie powołał Słowacki Komitet Wykonawczy, przemianowany później na Słowacki Komitet Wyzwoleńczy.
W podporządkowanej Związkowi Radzieckiemu Czechosłowacji został w 1947 r. zaocznie skazany na karę śmierci jako zbrodniarz wojenny odpowiedzialny za eksterminację słowackich Żydów. Oskarżenia wobec Ďurčanskiego postawione przez sąd ludowy nie były kwestionowane przez Komisję Narodów Zjednoczonych do spraw Zbrodni Wojennych (UNWCC), a CIA dostarczyła w 1951 r. akta dotyczące Ďurčanskiego.

## Okres powojenny
W 1947 Ferdinand Ďurčanský wyemigrował do Argentyny. A w 1952 r. osiadł w Monachium, gdzie występował jako przeciwnik rządów komunistycznych w Czechosłowacji. Jako przywódca Słowackiego Komitetu Wyzwoleńczego był jednym z liderów Antybolszewickiego Bloku Narodów. W 1959 r. spotykał się w Stanach Zjednoczonych z różnymi grupami antykomunistycznymi słowackich emigrantów. Okoliczności wydania mu wizy do USA były badane przez B’nai B’rith.
Pisał m.in. do „Nation und Europa” (organ euronacjonalizmu) oraz do „Der Donauraum” wydawanego przez Institut für den Donauraum und Mitteleuropa.
Zmarł z przyczyn naturalnych 15 marca 1974 r. w Monachium.

## Varia
Był właścicielem fabryki w Hlohovcu.

## Publikacje
- Die Existenzberechtigung der kleinen Staaten (Prawo małych państw do istnienia), Bratislava-Pressburg, Wiss. Ges. für das Auslandsslowakentum, 1944
- Die slowakische Frage – eine internationale Frage. (Kwestia słowacka – kwestią międzynarodową) München, Selbstverlag Slowakisches Befreiungskomitee, 1954.
- Právo Slovákov na samostatnosť vo svetle dokumentov – Biela kniha (Prawo Słowaków do samostanowienia w świetle dokumentów – Biała księga), Buenos Aires, 1954
- Es war nur eine sowjetische Partisanenaktion (To była tylko sowiecka akcja partyzancka), Sonderdruck aus „Politische Studien”, Heft 157, München, Olzog, 1964.
- Die Slowakei und der Panslawismus (Słowacja i panslawizm), München, 1965